# Steking (hemija)
U hemiji, pi staking (π–π steking) je privlačna, nekovalentna interakcija između aromatičnih prstenova. Te interakcije su važne u vezivanju nukleobaza unutar DNK i RNK molekula, proteinskom savijanju, šablonom usmerenoj sintezi, nauci o materijalima, i molekulskom prepoznavanju. Uprkos intenzivnog eksperimentalnog i teoretskog izučavanja ove forme vezivanja, ne postoji jedinstveni opis faktora koji doprinose interakcijama pi stekinga.

## Evidencija za pi staking
Benzenski dimer je prototipni sistem za izučavanje pi stekinga. Eksperimentalno određena jačina veze je 8–12 kJ/mol (2–3 kcal/mol) u gasnoj fazi sa raztojanjem od 4.96 Å između centera mase. Ovo rastojanje je izvan van der Valsovog radijusa. Mala energija vezivanja otežava eksperimentalno izučavanje benzenskog dimera. Ovaj dimer je stabilan samo na nikim temperaturama i sklon je formiranju klastera.
Drugi dokazi za postojanje pi stekinga proizilaze iz kristalografkih struktura. Normalne i paralelne konfiguracije se mogu primetiti u kristalnim strukturama mnogih jednostavnih aromatičnih jedinjenja. Slične geometrijske strukture su primetne u kristalogravskim snimcima proteina pri visokoj rezoluciji. Analiza aromatičnih aminokiselina fenilalanina, tirozina, histidina, i triptofana indiciraju da dimeri tih bočnih lanaca imaju mnoštvo mogućih stabilizujućih interakcija na rastojanjima većim od prosečnih van der Valsovih radijusa.

## Spoljašnje veze
- Архивирано на веб-сајту  (30. јун 2019)